# Gérard Choukroun
Gérard Choukroun (París, 10 de abril de 1954-8 de octubre de 1983) fue un piloto de motociclismo francés, que compitió en el Campeonato del Mundo de Motociclismo entre 1973 y 1976.

## Biografía
Nacido en París, Choukroun se mudó junto a su familia a Maison-Alfort, donde tomó contacto con el mundo del motociclismo. En 1972, adquirió su primera licencia y entró en la Coupe des Quatre Saisons con su Kawasaki 750 H2. Pronto se hizo un nombre al terminar segundo en una carrera de la Winter Trophy y terminar tercero en la Four Seasons Cup. En 1973, gana el Campeonato de Francia de 350cc. Con su amigo Gilles Husson, decide participar en el Campeonato nacional de resistencia, donde terminan cuartos en los 1000 km de Le Mans y las 10 Horas de Montlhéry y séptimos en el Bol d'Or.
En 1974 participa en el Gran Premio de Francia de 350cc pero tiene que abandonar. El resto de temporada se centra en el Nacional de resistencia donde gana la clasificación general, así como también los 1000 km de Le Mans y una segunda posición en el Bol d'Or junto a Roger Ruiz. Al año siguiente, realiza su mejor temporada en el Mundial al quedar en séptimo lugar de la general con un tercer puesto en el Gran Premio de Francia de 350cc por detrás de Giacomo Agostini y Johnny Cecotto. En 1976, tiene unos resultados discretos en el Mundial pero, en cambio, ganó el Million Trophy en Magny-Cours. También coincide con Patrick Pons con el que tendría una estrecha amistad y realizarían diferentes proyectos juntos.
A partir de 1977, Pons y Choukroun se dejaron tentar por el automovilismo. Consiguió un coche en la Fórmula Renault y regularmente ocupó las primeras posiciones hasta que terminó quinto en el campeonato. Choukroun moriría el 8 de octubre de 1983 en un accidente de tráfico.

## Resultados en el Campeonato del Mundo
Sistema de puntuación desde 1969 hasta 1987:
| Posición | 1.º | 2.º | 3.º | 4.º | 5.º | 6.º | 7.º | 8.º | 9.º | 10.º |
| Puntos   | 15  | 12  | 10  | 8   | 6   | 5   | 4   | 3   | 2   | 1    |

#### Carreras por año
(Carreras en negrita indica pole position, carreras en cursiva indica vuelta rápida)
| Año  | Categoría | Moto   | 1       | 2       | 3       | 4       | 5       | 6       | 7       | 8       | 9       | 10      | 11      | 12      | 13 | 14 | Pts. | Pos  |
| ---- | --------- | ------ | ------- | ------- | ------- | ------- | ------- | ------- | ------- | ------- | ------- | ------- | ------- | ------- | -- | -- | ---- | ---- |
| 1973 | 350cc     | Yamaha | FRA Ret | AUT -   | ALE -   | NAT -   | IDM -   | YUG -   | NED -   | BEL -   | CHE -   | SUE -   | FIN -   | ESP -   |    |    | 0    | -    |
| 1974 | 250cc     | Yamaha |         | ALE -   |         | NAC -   | BEL -   | NED 12  |         | SUE -   | FIN -   | CZE -   | YUG -   | ESP -   |    |    | 0    | -    |
| 1974 | 350cc     | Yamaha | FRA Ret | ALE -   | AUT -   | NAC Ret | BEL -   | NED -   |         | SUE -   | FIN -   |         | YUG -   | ESP -   |    |    | 0    | -    |
| 1974 | 500cc     | Yamaha | FRA -   | ALE -   | AUT -   | NAC -   | BEL -   | NED -   | BEL Ret | SUE -   | FIN -   | CZE -   |         |         |    |    | 0    | -    |
| 1975 | 250cc     | Yamaha | FRA 6   | ESP Ret |         | ALE Ret | NAC Ret | BEL -   | NED Ret | BEL Ret | SUE 15  | FIN -   | CZE -   | YUG -   |    |    | 5    | 26.º |
| 1975 | 350cc     | Yamaha | FRA 3   | ESP 7   | AUT 7   | ALE Ret | NAC 5   | BEL -   | NED Ret | BEL Ret |         | FIN Ret | CZE 7   | YUG Ret |    |    | 28   | 7.º  |
| 1975 | 500cc     | Yamaha | FRA -   |         | AUT -   | ALE -   | NAC -   | BEL -   | NED -   | BEL -   | SUE 7   | FIN -   | YUG -   |         |    |    | 4    | 31.º |
| 1976 | 250cc     | Yamaha | FRA 5   |         | NAC Ret | YUG Ret | BEL -   | NED Ret | BEL -   | SUE Ret | FIN Ret | CZE Ret | ALE -   | ESP -   |    |    | 6    | 20.º |
| 1976 | 350cc     | Yamaha | FRA Ret | AUT Ret | NAC Ret | YUG 6   | BEL -   | NED Ret |         |         | FIN 6   | CZE Ret | ALE Ret | ESP -   |    |    | 10   | 19.º |
| 1976 | 500cc     | Yamaha | FRA -   | AUT Ret | NAC -   | BEL -   |         | NED -   | BEL -   | SUE Ret | FIN -   | ALE -   |         |         |    |    | 0    | -    |